# Slowenische Eishockeyliga 1995/96
Die Saison 1995/96 war die fünfte Austragung der slowenischen Eishockeyliga nach der Unabhängigkeitserklärung Sloweniens von Jugoslawien. Sie wurde mit sechs Mannschaften ausgetragen. Titelverteidiger und auch neuer Meister war der HDD Olimpija Ljubljana.

## Teilnehmerfeld und Modus
Das Teilnehmerfeld schrumpfte im Vergleich zum Vorjahr auf sechs Mannschaften zusammen, da der HK Celje noch während der laufenden letzten Saison aus finanziellen Gründen den Spielbetrieb hatte einstellen müssen. Der Modus blieb bestehen, im Gegensatz zum Vorjahr gab es jedoch wieder eine Austragung der Alpenliga vor dem Beginn der jeweiligen nationalen Meisterschaften. In der slowenischen Liga wurde im Grunddurchgang eine doppelte Hin- und Rückrunde ausgetragen. Die vier bestplatzierten Teams spielten anschließend eine weitere einfache Hin- und Rückrunde für die endgültige Platzierung vor den Playoffs aus. Diese wurden als Halbfinale und Finale im Modus Best of Seven ausgetragen. Ebenso wurden die weiteren Platzierungen ausgespielt.

## Grunddurchgang
Nachdem der HDD Ljubljana im Vorjahr zum ersten Mal den Grunddurchgang für sich hatte entscheiden können, gelang der Mannschaft in der Saison 1995/96 eine Perfect Season, indem alle zwanzig Begegnungen ohne Punktverlust absolviert und gewonnen wurden. Als erster Verfolger etablierte sich der HK Jesenice, der jedoch zu keinem Zeitpunkt eine Gefahr für den Tabellenführer bedeutete. Eine Premiere der besonderen Art glückte dem HK Slavija: erstmals schloss die Mannschaft den Grunddurchgang nicht auf dem letzten Rang ab, sondern konnte sich mit den ersten drei Vorrunden-Siegen seit Austragung der slowenischen Liga den vorletzten Platz sichern.
| Platz | Team                   | Punkte | Spiele | S  | U | N  | Tore   | TVH  |
| ----- | ---------------------- | ------ | ------ | -- | - | -- | ------ | ---- |
| 1     | HDD Olimpija Ljubljana | 40     | 20     | 20 | 0 | 0  | 220:47 | +173 |
| 2     | HK Acroni Jesenice     | 28     | 20     | 14 | 0 | 6  | 144:60 | +84  |
| 3     | HK Bled                | 22     | 20     | 11 | 0 | 9  | 103:58 | +45  |
| 4     | HK Triglav             | 21     | 20     | 10 | 1 | 9  | 85:83  | +2   |
| 5     | HK Slavija Ljubljana   | 7      | 20     | 3  | 1 | 16 | 46:189 | −143 |
| 6     | HDK Stavbar Maribor    | 2      | 20     | 1  | 0 | 19 | 43:204 | −161 |

### Zwischenrunde
| Platz | Team                   | Punkte | Spiele | S | U | N | Tore  | TVH |
| ----- | ---------------------- | ------ | ------ | - | - | - | ----- | --- |
| 1     | HDD Olimpija Ljubljana | 12     | 6      | 6 | 0 | 0 | 38:12 | +26 |
| 2     | HK Acroni Jesenice     | 5      | 6      | 2 | 1 | 3 | 17:22 | −5  |
| 3     | HK Bled                | 4      | 6      | 2 | 0 | 4 | 15:20 | −5  |
| 4     | HK Triglav Kranj       | 3      | 6      | 1 | 1 | 4 | 15:31 | −16 |

## Playoffs
In den Playoffs setzte sich Favorit Ljubljana glatt gegen alle Konkurrenten durch und sicherte sich die Titelverteidigung. Die Laibacher mussten nur ein Spiel verloren geben, jedoch geschah dies erst in der Verlängerung. Der HK Slavija prolongierte den leichten Aufwärtstrend, indem sich das Team in der Serie um Rang fünf klar gegen den Tabellenletzten durchsetzte.

### Halbfinale
- HDD Olimpija Ljubljana (1) – HK Triglav (4): 4:0 (7:2, 9:0, 14:3, 9:5)
- HK Acroni Jesenice (2) – HK Bled (3): 4:2 (5:2, 2:4, 3:2, 2:4, 8:2, 5:3)

### Finale
- HDD Olimpija Ljubljana (1) – HK Jesenice (2): 4:1 (6:4, 6:1, 6:7 n. V., 9:0, 6:1)

### Serie um Platz drei
- HK Bled (3) – HK Triglav Kranj (4): 3:1 (3:6, 6:4, 5:2, 5:3)

### Serie um Platz fünf
- HK Slavija (5) – HDK Stavbar Maribor (6): 4:1 (3:1, 2:3, 4:3, 5:0, 5:2)

## Statistik
| Platz | Spieler        | Team      | G  | A  | Pts |
| ----- | -------------- | --------- | -- | -- | --- |
| 1     | Dejan Kontrec  | Ljubljana | 25 | 54 | 79  |
| 2     | David Haas     | Ljubljana | 45 | 29 | 74  |
| 3     | Kraig Nienhuis | Ljubljana | 40 | 33 | 73  |
| 4     | Tomaž Vnuk     | Ljubljana | 44 | 25 | 69  |
| 5     | Nik Zupančič   | Ljubljana | 37 | 29 | 66  |
| 6     | Ivo Jan        | Ljubljana | 27 | 30 | 57  |
| 7     | Marko Smolej   | Bled      | 27 | 28 | 55  |
| 8     | Jurij Halaj    | Triglav   | 20 | 27 | 47  |
| 9     | David Flanagan | Jesenice  | 26 | 20 | 46  |
| 10    | Josef Petho    | Triglav   | 20 | 26 | 46  |

## Kader des slowenischen Meisters
| Slowenischer Meister HDD Olimpija Ljubljana | Torhüter: Stanley Reddick Verteidiger: Igor Beribak, Elvis Bešlagič, Andrej Brodnik, Robert Ciglenecki, Cory Laylin, Peter Mihelic, Darko Prusnik, Bojan Zajc Angreifer: Jaka Avgustinčič, Marjan Gorenc, David Haas, Ivo Jan, Ed Kastelic, Dejan Kontrec, Bill McDougall, Kraig Nienhuis, Tomaž Vnuk, Jure Vnuk, Luka Žagar, Nik Zupančič Cheftrainer: |

## Meisterschaftsendstand
1. HDD Olimpija Ljubljana
2. HK Jesenice
3. HK Bled
4. HK Triglav
5. HK Slavija
6. HDK Stavbar Maribor